# Türkiye Kupası 1998/99
Die Türkiye Kupası 1998/99 war die 37. Auflage des türkischen Fußball-Pokalwettbewerbes. Der Wettbewerb begann am 2. September 1998 mit der 1. Runde und endete am 5. Mai 1999 mit dem Rückspiel des Finales. Im Endspiel trafen Galatasaray Istanbul und Beşiktaş Istanbul aufeinander. Galatasaray nahm zum 17. Mal am Finale teil und Beşiktaş zum zehnten Mal. Beide Vereine spielten zum fünften Mal im Finale gegeneinander.
Galatasaray Istanbul gewann den Pokal zum 12. Mal. Sie besiegten Beşiktaş Istanbul im entscheidenden Rückspiel mit 2:0. Im Hinspiel war das Ergebnis ein Unentschieden (0:0).
In dieser Spielzeit wurde zum vorerst letzten Mal vom Achtelfinale bis Finale mit Hin- und Rückspiel gespielt. Fenerbahçe Istanbul durfte aufgrund einer Sperre seitens des türkischen Fußballverbandes nicht am Pokal teilnehmen. Nachdem im Vorjahr ein Trabzonspor-Fan den Fenerbahçe-Trainer Otto Barić mit einem Fremdkörper getroffen hatte, hatte die Mannschaft in der 75. Spielminute das Spielfeld verlassen. Der Verband schloss Fenerbahçe Istanbul für diese Aktion vom Pokal aus.

## Teilnehmende Mannschaften
Für den türkischen Pokal waren folgende 90 Mannschaften teilnahmeberechtigt:
| 1. Lig die 14 Vereine der Saison 1997/1998 | 2. Liga die 52 Vereine der Saison 1997/1998 | 3. Liga die 24 Vereine aus der Aufstiegsrunde der Saison 1997/1998 |
| Altay İzmir Antalyaspor Beşiktaş Istanbul Bursaspor Dardanelspor Galatasaray Istanbul Gaziantepspor Gençlerbirliği Ankara İstanbulspor Kardemir Karabükspor Kocaelispor MKE Ankaragücü Samsunspor Trabzonspor | Adanaspor Adıyamanspor Ağrıspor Amasyaspor Ankara Demirspor Ankaraspor Artvin Hopaspor Aydınspor Bakırköyspor Batman Petrolspor Boluspor Bucaspor Çaykur Rizespor Çorluspor Denizlispor Diyarbakırspor Edirnespor Elazığspor Erzincanspor Erzurumspor Eskişehirspor Fırat Üniversitesi SK Gaziantep BB Giresunspor Göztepe Izmir Gümüşhanespor Hatayspor Istanbul BB Izmirspor Karşıyaka SK Kartalspor Kasımpaşa Istanbul Kilimli Belediyespor Konyaspor Kuşadasıspor Malatyaspor Marmarisspor Kayserispor Mersin İdman Yurdu Orduspor Pendikspor Petrol Ofisi SK Sarıyer GK Sakaryaspor Şanlıurfaspor Şekerspor Soma Linyitspor Vanspor Yeni Salihlispor Yozgatspor Zeytinburnuspor Zonguldakspor | Aliağa Belediyespor Balıkesirspor Bilecikspor Bingölspor Çanspor Çarşambaspor Çubukspor Ego Spor Gebzespor Gönenspor İnegölspor Kahramanmaraşspor Melikgazi Belediyesi Erciyesspor Kayseri Elektrik MKE Kırıkkalespor Kütahyaspor Mardinspor Nevşehir Spor Gençlik Sapancaspor Silopi Cudi Tepecikspor Ünyespor Uşakspor |

## 1. Hauptrunde
Die 1. Hauptrunde fand am 2. September 1998 statt. In dieser Runde traten aus acht Gruppen 23 Mannschaften der 3. Liga an. Diese Mannschaften belegten während der Saison 1997/98 die Plätze 2 bis 4.
Amasyaspor und Mardinspor erhielten ein Freilos und waren für die 2. Hauptrunde direkt qualifiziert.
|                                  | Ergebnis              |                        |
| -------------------------------- | --------------------- | ---------------------- |
| Bingölspor                       | 4:0 (1:0)             | Silop Cudispor         |
| Aliağa Belediyespor              | 2:0 (1:0)             | Balıkesirspor          |
| Bilecikspor                      | 1:1 n. V. (1:4 i. E.) | Çubukspor              |
| Çarşambaspor                     | 2:0 (1:0)             | Ünyespor               |
| Gönenspor                        | 1:2 (0:1)             | Gebzespor              |
| İnegölspor                       | 2:1 (2:0)             | Sapancaspor            |
| Kahramanmaraşspor                | 1:0 (0:0)             | Nevşehir Spor Gençlik  |
| Melikgazi Belediyesi Erciyesspor | 0:0 n. V. (3:4 i. E.) | Kocasinan Belediyespor |
| MKE Kırıkkalespor                | 3:2 (0:0)             | Ego Spor               |
| Tepecikspor                      | 2:1 (0:0)             | Çanspor                |
| Uşakspor                         | 2:0 (2:0)             | Kütahyaspor            |

## 2. Hauptrunde
Die 2. Hauptrunde wurde am 9. und 10. September 1998 ausgetragen. Zu den 12 Siegern aus der 1. Hauptrunde nahmen hier die 50 Mannschaften aus der 2. Liga der Saison 1998/99 teil.
|                      | Ergebnis              |                        |
| -------------------- | --------------------- | ---------------------- |
| Adana Demirspor      | 3:1 (2:1)             | Kocasinan Belediyespor |
| Adıyamanspor         | 1:0 (1:0)             | Kahramanmaraşspor      |
| Ağrıspor             | 3:0                   | Mardinspor             |
| Aliağa Belediyespor  | 2:0 (0:0)             | TKI Soma Linyitspor    |
| Ankara Demirspor     | 1:1 n. V. (1:5 i. E.) | Ankaraspor             |
| Artvin Hopaspor      | 5:1 (1:1)             | Orduspor               |
| Aydınspor            | 2:0 (2:0)             | Bucaspor               |
| Bakırköyspor         | 1:1 n. V. (2:4 i. E.) | Sarıyer GK             |
| Istanbul BB          | 5:2 (3:1)             | Pendikspor             |
| Çorluspor            | 2:1 (2:0)             | Edirnespor             |
| Diyarbakırspor       | 8:2 (5:2)             | Bingölspor             |
| Eskişehirspor        | 3:2 (1:1)             | Konyaspor              |
| Fırat Üniversitesi   | 1:2 (0:1)             | Elazığspor             |
| Gebzespor            | 4:5 (1:2)             | Kartalspor             |
| Giresunspor          | 1:3 (0:2)             | Çaykur Rizespor        |
| Gümüşhanespor        | 2:1 (1:0)             | Erzincanspor           |
| Izmirspor            | 1:2 (0:1)             | Göztepe Izmir          |
| Kasımpaşa Istanbul   | 2:1 (1:0)             | İnegölspor             |
| Kayserispor          | 2:1 (1:1)             | Gaziantep BB           |
| Kuşadasıspor         | 1:4 (1:0)             | Uşakspor               |
| Marmarisspor         | 1:5 (1:3)             | Denizlispor            |
| Mersin İdman Yurdu   | 3:4 (1:2)             | Hatayspor              |
| MKE Kırıkkalespor    | 1:1 n. V. (4:1 i. E.) | Yimpaş Yozgatspor      |
| Petrol Ofisi SK      | 1:0 (0:0)             | Şekerspor              |
| Şanlıurfaspor        | 4:1 (0:0)             | Malatyaspor            |
| Tepecikspor          | 0:1 (0:1)             | Zeytinburnuspor        |
| Ünyespor             | 2:1 (2:1)             | Amasyaspor             |
| Vanspor              | 3:0 (0:0)             | Batman Petrolspor      |
| Yeni Salihlispor     | 3:2 n. V. (2:2, 1:0)  | Karşıyaka SK           |
| Kilimli Belediyespor | 4:1 n. V. (1:1, 1:1)  | Boluspor               |
| Zonguldakspor        | 1:2 (0:0)             | Bilecikspor            |

## 3. Hauptrunde
Die 3. Hauptrunde wurde am 23. September 1998 ausgetragen. Es spielten die 31 Sieger aus der 2. Hauptrunde gegeneinander. Diyarbakırspor erhielt nach der Auslosung ein Freilos und war für die 4. Hauptrunde qualifiziert.
|                      | Ergebnis              |                 |
| -------------------- | --------------------- | --------------- |
| Adıyamanspor         | 1:3 (0:1)             | Kayserispor     |
| Aliağa Belediyespor  | 2:5 n. V. (2:2, 0:2)  | Göztepe Izmir   |
| Ankaraspor           | 2:1 (1:0)             | Eskişehirspor   |
| Artvin Hopaspor      | 4:4 n. V. (5:4 i. E.) | Gümüşhanespor   |
| Istanbul BB          | 3:0 (2:0)             | Zeytinburnuspor |
| Çaykur Rizespor      | 2:1 (1:1)             | Ünyespor        |
| Hatayspor            | 0:1 (0:1)             | Adana Demirspor |
| Kasımpaşa Istanbul   | 3:6 (1:2)             | Çorluspor       |
| Kilimli Belediyespor | 1:0 (1:0)             | Petrol Ofisi SK |
| MKE Kırıkkalespor    | 2:1 (1:1)             | Bilecikspor     |
| Sarıyer GK           | 5:2 (2:1)             | Kartalspor      |
| Şanlıurfaspor        | 3:0 (2:0)             | Elazığspor      |
| Uşakspor             | 0:0 n. V. (4:3 i. E.) | Aydınspor       |
| Vanspor              | 1:0 (1:0)             | Ağrıspor        |
| Yeni Salihlispor     | 2:1 (2:1)             | Denizlispor     |

## 4. Hauptrunde
Die 4. Hauptrunde wurde am  7. und 8. Oktober 1998 ausgetragen. Zu den 16 Siegern aus der 3. Hauptrunde nahmen hier die Aufsteiger der 2. Liga teil. Yeni Salihlispor erhielt ein Freilos.
|                   | Ergebnis        |                      |
| ----------------- | --------------- | -------------------- |
| Adanaspor         | 7:1 (3:0)       | Diyarbakırspor       |
| Çaykur Rizespor   | 1:2 (1:1)       | Artvin Hopaspor      |
| Çorluspor         | 1:0 (1:0)       | Sarıyer GK           |
| Göztepe Izmir     | 0:2 (0:0)       | Uşakspor             |
| Kayserispor       | 3:1 n. V. (0:0) | Ankaraspor           |
| MKE Kırıkkalespor | 2:0 (1:0)       | Kilimli Belediyespor |
| Sakaryaspor       | 2:1 (1:1)       | Istanbul BB          |
| Vanspor           | 0:1 (0:0)       | Erzurumspor          |
| Adana Demirspor   | 3:1 (1:1)       | Şanlıurfaspor        |

## 5. Hauptrunde
Die 5. Hauptrunde wurde am  28. Oktober 1998 ausgetragen. Zu den 10 Siegern aus der 4. Hauptrunde nahmen hier die Erstligisten von Platz 10. bis 15 der Saison 1997/98 teil.
|                       | Ergebnis  |                   |
| --------------------- | --------- | ----------------- |
| Adanaspor             | 3:1 (1:1) | Adana Demirspor   |
| Dardanelspor          | 0:2 (0:0) | Erzurumspor       |
| Gençlerbirliği Ankara | 2:1 (1:0) | Artvin Hopaspor   |
| Kayserispor           | 2:3 (0:2) | MKE Ankaragücü    |
| Kocaelispor           | 3:2 (1:1) | Antalyaspor       |
| Uşakspor              | 0:2 n. V. | Sakaryaspor       |
| Yeni Salihlispor      | 0:2 (0:2) | Gaziantepspor     |
| Çorluspor             | 2:1 (1:1) | MKE Kırıkkalespor |

## Achtelfinale
Im Achtelfinale kamen die Erstligisten von Platz 1 bis 9 hinzu.
- Hinspiele: 17. & 18. November 1998
- Rückspiele: 1. & 2. Dezember 1998

|                | Gesamt    |                       | Hinspiel | Rückspiel |
| -------------- | --------- | --------------------- | -------- | --------- |
| Altay Izmir    | (a)4:4(a) | Sakaryaspor           | 1:4      | 3:0       |
| MKE Ankaragücü | 3:1       | Bursaspor             | 3:1      | 0:0       |
| Çorluspor      | 01:14     | Beşiktaş Istanbul     | 1:4      | 00:10     |
| İstanbulspor   | 5:2       | Gençlerbirliği Ankara | 3:0      | 2:2       |
| Kocaelispor    | 5:2       | Karabükspor           | 1:1      | 4:1       |
| Samsunspor     | (a)4:4(a) | Erzurumspor           | 3:2      | 1:2       |
| Adanaspor      | 1:6       | Galatasaray Istanbul  | 0:2      | 1:4       |
| Trabzonspor    | 6:7       | Gaziantepspor         | 5:4      | 1:3       |

## Viertelfinale
- Hinspiele: 26./27. Januar 1999
- Rückspiele: 2./3. Februar 1999

|               | Gesamt |                      | Hinspiel | Rückspiel |
| ------------- | ------ | -------------------- | -------- | --------- |
| Gaziantepspor | 1:2    | MKE Ankaragücü       | 1:0      | 0:2       |
| Kocaelispor   | 1:2    | Beşiktaş Istanbul    | 1:2      | 0:0       |
| Erzurumspor   | 2:3    | Sakaryaspor          | 2:1      | 0:2       |
| İstanbulspor  | 2:3    | Galatasaray Istanbul | 0:0      | 2:3       |

## Halbfinale
- Hinspiele: 17. Februar 1999
- Rückspiele: 10./11. März 1999

|                | Gesamt |                      | Hinspiel | Rückspiel |
| -------------- | ------ | -------------------- | -------- | --------- |
| Sakaryaspor    | 2:3    | Galatasaray Istanbul | 2:1      | 0:2       |
| MKE Ankaragücü | 0:3    | Beşiktaş Istanbul    | 0:1      | 0:2       |

## Spiel um Platz 3
Das Spiel um Platz 3 wurde erst nach der Saison 1998/99 ausgetragen. Grund war, dass die beiden Finalisten Galatasaray Istanbul und Beşiktaş Istanbul in der Liga die Plätze 1 und 2 belegten und somit noch ein UEFA-Pokal-Platz frei war. Im Spiel um Platz 3 sicherte sich Ankaragücü mit dem 5:0-Sieg diesen Platz.
| Paarung        | MKE Ankaragücü – Sakaryaspor |
| Ergebnis       | 5:0 (4:0) |
| Datum          | 3. Juni 1999 um 19:00 Uhr |
| Stadion        | Atatürk-Stadion, Izmir |
| Schiedsrichter | Oğuz Sarvan |
| Tore           | 1:0 Tarık Daşgün (2.) 2:0 Hakan Keleş (16.) 3:0 Tarık Daşgün (21.) 4:0 Tarık Daşgün (25.) 5:0 Ramazan Özalp (88.) |
| MKE Ankaragücü | Özkan Karslı – Gökmen Barış, Hakan Kutlu, Faruk Sarman, Yılmaz Özlem – Ramazan Özalp, Stephen Baidoo, Fatih Sezer (75. Hayati Soydaş), Tarık Daşgün (87. Mehmet Deliorman), Ümit Hatipoğlu – Hakan Keleş (85. Birol Aksancak) Cheftrainer: Zlatko Krmpotić ( Nordmazedonien) |
| Sakaryaspor    | Ünal Odabaş – Yasin Çelik, Mehmet Honca, Sefer Yılmaz, Aygün Taşkıran – Yusuf Tokaç, Hasan Özdemir (48. Selim Çatalbaş), Sinan Kahraman, Timuçin Bayazıt – Kadir Kureş (48. Muhammet Ali Kurtuluş), Murat Yavaşgül Cheftrainer: Giray Bulak                                  |

## Finale

### Hinspiel
| Paarung              | Galatasaray Istanbul – Beşiktaş Istanbul |
| Ergebnis             | 0:0 |
| Datum                | 14. April 1999 um 18:00 Uhr |
| Stadion              | Ali-Sami-Yen-Stadion, Istanbul |
| Schiedsrichter       | Muhittin Boşat (Istanbul) |
| Tore                 | keine |
| Galatasaray Istanbul | Cláudio Taffarel – Ümit Davala, Fatih Akyel, Bülent Korkmaz, Hakan Ünsal – Suat Kaya, Gheorghe Hagi, Okan Buruk, Emre Belözoğlu (73. Ergün Penbe) – Arif Erdem (83. Tugay Kerimoğlu), Hakan Şükür Cheftrainer: Fatih Terim                                        |
| Beşiktaş Istanbul    | Fevzi Tuncay – Ali Eren Beşerler, Mutlu Topçu, Jamal Sellami, Ayhan Akman (68. José del Solar) – Yasin Sülün, Mehmet Özdilek, Savaş Kaya – Daniel Amokachi (88. Serdar Topraktepe), Ertuğrul Sağlam, Oktay Derelioğlu (76. Nihat Kahveci) Cheftrainer: Fuat Yaman |
| Gelbe Karten         | Gheorghe Hagi – Mehmet Özdilek, Oktay Derelioğlu, Daniel Amokachi, Ayhan Akman, José del Solar |

### Rückspiel
| Paarung              | Beşiktaş Istanbul – Galatasaray Istanbul |
| Ergebnis             | 0:2 (0:0) |
| Datum                | 5. Mai 1999 um 19:00 Uhr |
| Stadion              | Inönü-Stadion, Istanbul |
| Schiedsrichter       | Oğuz Sarvan |
| Tore                 | 0:1 Ümit Davala (52.) 0:2 Ümit Davala (68.) |
| Beşiktaş Istanbul    | Fevzi Tuncay – Alpay Özalan, Mutlu Topçu, Jamal Sellami (82. Erkan Avseren), Ayhan Akman (75. Christopher Ohen) – Yasin Sülün, Tayfur Havutçu, Mehmet Özdilek, Savaş Kaya – Daniel Amokachi, Ertuğrul Sağlam (65. Nihat Kahveci) Cheftrainer: Fuat Yaman |
| Galatasaray Istanbul | Cláudio Taffarel – Ümit Davala (89. Ufuk Talay), Fatih Akyel, Bülent Korkmaz, Gheorghe Popescu – Hakan Ünsal, Suat Kaya, Okan Buruk (85. Vedat İnceefe), Ergün Penbe (83. Tugay Kerimoğlu), Emre Belözoğlu – Hakan Şükür Cheftrainer: Fatih Terim        |
| Gelbe Karten         | Jamal Sellami, Alpay Özalan, Yasin Sülün – Emre Belözoğlu, Hakan Ünsal |

## Beste Torschützen
| Rang | Spieler             | Verein            | Tore |
| ---- | ------------------- | ----------------- | ---- |
| 1    | Mohamed El Badraoui | Erzurumspor       | 5    |
| 1    | Ertuğrul Sağlam     | Beşiktaş Istanbul | 5    |
| 3    | Ali Asım Balkaya    | Adanaspor         | 4    |
| 3    | Cenk Cömert         | Çorluspor         | 4    |
| 3    | İsmail Demirci      | Istanbul BB       | 4    |
| 3    | Özcan Doruk         | Uşakspor          | 4    |
| 3    | Ceyhun Eriş         | Göztepe Izmir     | 4    |
| 3    | Ümit Ozan Kazmaz    | Çaykur Rizespor   | 4    |
| 3    | Haluk Kulaçoğlu     | Kayserispor       | 4    |
| 3    | Yaw Preko           | Gaziantepspor     | 4    |